# W kręgu szaleństwa
W kręgu szaleństwa (ang. Madhouse) – brytyjsko-amerykański film z 1974 roku, będący połączeniem horroru i filmu kryminalnego. Reżyserem był Jim Clark, natomiast scenariusz napisali Ken Levison oraz Greg Morrison.
Film jest adaptacją powieści Angusa Halla pt. Devilday.

## Fabuła
Paul Toombes jest słynnym aktorem filmów z motywami horroru. Kolejny film z serii Dr. Death po raz kolejny przynosi sławę i pieniądze. Dzień po premierze zostaje zamordowana jego narzeczona, a on dostaje załamania nerwowego i zaprzestaje grywania w filmach. Po latach Paul postanawia mimo wszystko kontynuować karierę aktorską występując w kolejnym filmie z serii. Podczas zdjęć członkowie obsady oraz ekipa produkcyjna zaczyna umierać w podobny sposób jak w filmie, a Paul staje się głównym podejrzanym. Aktor postanawia udowodnić swoją niewinność i zająć się sprawą zanim będą kolejne ofiary.

## Obsada[2]
- Vincent Price jako Paul Toombes
- Peter Cushing jako Herbert Flay
- Robert Quarry jako Oliver Quayle
- Adrienne Corri jako Faye Carstairs Flay
- Natasha Pyne jako Julia Wilson
- Michael Parkinson	jako przeprowadzający wywiad
- Linda Hayden jako Elizabeth Peters
- Barry Dennen jako Gerry Blount
- Ellis Dale jako Alfred Peters
- Catherine Willmer	jako Louise Peters
- John Garrie jako inspektor Harper
- Ian Thompson jako Bradshaw
- Jenny Lee Wright jako Carol Clayton
- Julie Crosthwaite	jako Ellen Mason
- Peter Halliday jako psychiatra